# Alyssum paphlagonicum
Alyssum paphlagonicum là một loài thực vật có hoa trong họ Cải. Loài này được (Hausskn.) Dudley mô tả khoa học đầu tiên năm 1964.